# 九和镇
九和镇是中国广东省河源市紫金县下辖的一个镇，位于紫金县中南部。辖区总面积254.97平方公里，下辖1个社区13个村，总人口2.7万人。